# Buraque

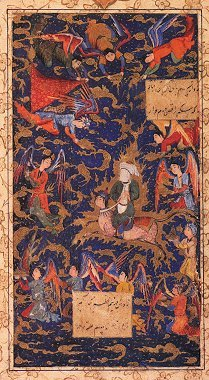
Maomé cavalgando o Buraque (miniatura persa do século XVI)

Buraque (em árabe: البراق; romaniz.: Buraq) é uma criatura na qual, segundo a religião islâmica, Maomé foi transportado de Meca para Jerusalém (numa viagem nocturna denominada Isra e Miraj), a partir de onde ascendeu ao céu. A sua viagem pelo céu é conhecida como a Miraj, e segundo os relatos, terá encontrado vários profetas no percurso que antecedeu o seu contacto com Deus.
De acordo com a tradição islâmica o Buraque é um animal branco, metade burro, metade mula, com asas. Algumas tradições artísticas representam-no como uma criatura que é parte cavalo, parte pavão, com uma cara de mulher. É um dos temas mais comuns nas miniaturas persas produzidas a partir do século XIV.